# العلاقات الإندونيسية الكازاخستانية
العلاقات الإندونيسية الكازاخستانية هي العلاقات الثنائية التي تجمع بين إندونيسيا وكازاخستان.

## مقارنة بين البلدين
هذه مقارنة عامة ومرجعية للدولتين:
| وجه المقارنة                                              | إندونيسيا         | كازاخستان                      |
| --------------------------------------------------------- | ----------------- | ------------------------------ |
| المساحة (كم2)                                             | 1.90 مليون        | 2.72 مليون                     |
| عدد السكان (نسمة)                                         | 263.99 مليون      | 17.95 مليون                    |
| الكثافة السكانية (ن./كم²)                                 | 138.94            | 6.6                            |
| العاصمة                                                   | جاكرتا            | نور سلطان                      |
| اللغة الرسمية                                             | اللغة الإندونيسية | اللغة القازاقية، اللغة الروسية |
| العملة                                                    | روبية إندونيسية   | تينغ كازاخستاني                |
| الناتج المحلي الإجمالي (بليون دولار)                      | 1.02 تريليون      | 159.41 مليار                   |
| الناتج المحلي الإجمالي (تعادل القوة الشرائية) بليون دولار | 2.85 تريليون      | 439.39 مليار                   |
| الناتج المحلي الإجمالي الاسمي للفرد دولار أمريكي          | 3.35 ألف          | 10.51 ألف                      |
| الناتج المحلي الإجمالي للفرد دولار أمريكي                 | 10.52 ألف         | 24.23 ألف                      |
| مؤشر التنمية البشرية                                      | 0.684             | 0.788                          |
| رمز المكالمات الدولي                                      | +62               | +7                             |
| رمز الإنترنت                                              | .id               | .kz، .қаз ‏                     |
| المنطقة الزمنية                                           |                   | ت ع م+05:00، ت ع م+06:00       |

## مدن متوأمة
في ما يلي قائمة باتفاقيات التوأمة بين مدن إندونيسية وكازاخستانية:
- ترتبط جاكرتا مع نور سلطان باتفاقية توأمة منذ 23 أكتوبر 1989.

## منظمات دولية مشتركة
يشترك البلدان في عضوية مجموعة من المنظمات الدولية، منها:
| علم المنظمة | اسم المنظمة                               | تاريخ انضمام إندونيسيا | تاريخ انضمام كازاخستان |
| ----------- | ----------------------------------------- | ---------------------- | ---------------------- |
|             | منظمة التعاون الإسلامي                    | ?                      | ?                      |
|             | الاتحاد البريدي العالمي                   | ?                      | ?                      |
|             | بنك التنمية الآسيوي                       | 1966                   | 1994                   |
|             | يونسكو                                    | 27 مايو 1950           | 22 مايو 1992           |
|             | البنك الدولي للإنشاء والتعمير             | 13 أبريل 1967          | 23 يوليو 1992          |
|             | وكالة ضمان الاستثمار متعدد الأطراف        | 12 أبريل 1988          | 12 أغسطس 1993          |
|             | الاتحاد الدولي للاتصالات                  | 1949                   | 23 فبراير 1993         |
|             | منظمة الشرطة الجنائية الدولية             | 5 أكتوبر 1954          | ?                      |
|             | مؤسسة التمويل الدولية                     | 23 أبريل 1968          | 30 سبتمبر 1993         |
|             | الأمم المتحدة                             | 28 سبتمبر 1950         | 2 مارس 1992            |
|             | مؤسسة التنمية الدولية                     | 20 أغسطس 1968          | 23 يوليو 1992          |
|             | الفريق المعني برصد الأرض                  | ?                      | ?                      |
|             | منظمة حظر الأسلحة الكيميائية              | ?                      | ?                      |
|             | المركز الدولي لتسوية المنازعات الاستشارية | 28 أكتوبر 1968         | 21 أكتوبر 2000         |

## وصلات خارجية
- موقع وزارة الخارجية الإندونيسية
- موقع وزارة الخارجية الكازاخستانية